# Loren Morón
Lorenzo Jesús Morón García (Marbella, 30 de dezembro de 1993) é um futebolista espanhol que atua como centroavante. Atualmente joga no Aris, da Grécia.

## Carreira
Loren começou a carreira no UD Marbella.

### Prêmios individuais
- Artilheiro da Superliga Grega: 2023–24 (20 gols)